# Ravni (Brus)
Pour les articles homonymes, voir Ravni.
Ravni (en serbe cyrillique : Равни) est un village de Serbie situé dans la municipalité de Brus, district de Rasina. Au recensement de 2011, il comptait 160 habitants.

## Démographie
| 1948 | 1953 | 1961 | 1971 | 1981 | 1991 | 2002 | 2011 |
| ---- | ---- | ---- | ---- | ---- | ---- | ---- | ---- |
| 384  | 399  | 371  | 332  | 285  | 277  | 190  | 160  |

|  |